# Anton Pick
Anton Pick (wł. Anton Pich) (ur. 1840 w Gorycji, zm. po 1902 lub 1905 w Wiedniu) – austriacki malarz.
Początkowo studiował w akademii sztuk pięknych (Accademia di belle arti di Brera) w Mediolanie pod kierunkiem Alberta Zimmermanna, a następnie kontynuował naukę w Wenecji. Od 1867 mieszkał w Wiedniu, gdzie miał pracownię.
Tworzył romantyczne pejzaże, większość z nich przedstawia przyrodę i widoki Alp. Częstym motywem są górskie potoki i jeziora, sielskie widoki młynów, małych wiosek i pasterstwo. Pozostawił po sobie liczny dorobek, który często jest wystawiany na aukcjach dzieł sztuki.
Nieznany jest dokładny rok jego śmierci, podawany jest rok 1902 lub 1905.